# Konstantin Angelos (Usurpator)
Konstantin Angelos Dukas (mittelgriechisch Κωνσταντίνος Άγγελος Δούκας; * um 1173, † nach 1193) war ein byzantinischer Feldherr und Usurpator gegen Kaiser Isaak II.

## Leben
Konstantin Angelos Dukas war ein Enkel des Admirals Konstantin Angelos und der Theodora Komnena, einer Tochter von Kaiser Alexios I. und Irene Dukaina. Sein Cousin Isaak II. ernannte ihn schon in jungen Jahren zum Dux von Kreta. Seit 1192 Strategos von Philippopel, übernahm der ehrgeizige Konstantin in der Spätphase des Krieges gegen die Bulgaren (1186–1197) das Oberkommando über die byzantinischen Truppen. Nachdem er mehrere Gefechte gegen den Zaren Theodor-Peter gewonnen hatte, ließ er sich 1193 gegen die Bedenken seiner Berater in Philippopel zum Kaiser ausrufen. Er zog mit seinen Gefolgsleuten gegen Adrianopel, wurde dann aber von seinen eigenen Offizieren gefangen genommen und Isaak II. übergeben, der ihn blenden ließ. In der Folge gewannen die Bulgaren unter Iwan Assen I. und die mit ihnen verbündeten Kumanen wieder die Initiative, drangen tief nach Thrakien ein und schlugen die Byzantiner 1194 bei Arkadiopolis.